# ديكينسون
ديكينسون (بالإنجليزية: Dickinson) هي مدينة في ولاية داكوتا الشمالية في الولايات المتحدة الأمريكية.

## التركيبة السكانية
حدّد مكتب تعداد الولايات المتحدة بيانات التركيبة السكانية لديكينسون في تعداد الولايات المتحدة. في ما يلي، التركيبة السكانية حسب تعدادي 2000 و2010.

### تعداد عام 2000
بلغ عدد سكان ديكينسون 16,010 نسمة بحسب تعداد عام 2000، وبلغ عدد الأسر 6,517 أسرة وعدد العائلات 4,020 عائلة مقيمة في المدينة. في حين سجلت الكثافة السكانية 435.2 نسمة لكل كيلومتر مربع (1,127.2/ميل2). وبلغ عدد الوحدات السكنية 7,033 وحدة بمتوسط كثافة قدره 191.2 لكل كيلومتر مربع (495.2/ميل2).
وتوزع التركيب العرقي للمدينة بنسبة 97.16% من البيض و0.27% من الأمريكيين الأفارقة و1.20% من الأمريكيين الأصليين و0.24% من الأمريكيين ذوي الأصول الآسيوية و0.03% من سكان جزر المحيط الهادئ و0.32% من الأعراق الأخرى و0.77% من عرقين مختلطين أو أكثر و1.05% من الهسبانيون أو اللاتينيون من أي عرق.
بلغ عدد الأسر 6,517 أسرة كانت نسبة 32.2% منها لديها أطفال تحت سن الثامنة عشر تعيش معهم، وبلغت نسبة الأزواج القاطنين مع بعضهم البعض 49.7% من أصل المجموع الكلي للأسر، ونسبة 9.1% من الأسر كان لديها معيلات من الإناث دون وجود شريك، بينما كانت نسبة 2.8% من الأسر لديها معيلون من الذكور دون وجود شريكة وكانت نسبة 38.3% من غير العائلات. تألفت نسبة 32.4% من أصل جميع الأسر من عدة أفراد يعيشون في نفس المنزل ونسبة 13.3% كانت تتألف من شخص يعيش بمفرده يبلغ من العمر 65 عاماً أو أكثر. وبلغ متوسط حجم الأسرة المعيشية 2.33، أما متوسط حجم العائلات فبلغ 2.99.
بلغ العمر الوسطي للسكان 35.6 عاماً. وكانت نسبة 24.3% من القاطنين تحت سن الثامنة عشر، وكانت نسبة 11% بين الثامنة عشر والرابعة والعشرين عاماً، ونسبة 25.7% كانت واقعةً في الفئة العمرية ما بين الخامسة والعشرين والرابعة والأربعين عاماً، ونسبة 19.5% كانت ما بين الخامسة والأربعين والرابعة والستين، ونسبة 14.4% كانت ضمن فئة الخامسة والستين عاماً فما فوق. يوجد لكل 100 أنثى 94.0 ذكر، ويوجد لكل 100 أنثى في الثامنة عشر من عمرها فما فوق 89.2 ذكر.
بلغ متوسط دخل الأسرة في المدينة 31,542 دولارًا، أما متوسط دخل العائلة فبلغ 41,566 دولارًا. وكان متوسط دخل الذكور 30,613 دولارًا مقابل 19,951 دولارًا للإناث. وسجل دخل الفرد الخاص بالمدينة 15,975 دولارًا. وكانت نسبة 7.1% من العائلات ونسبة 12% من السكان تحت خط الفقر، وكان من هؤلاء نسبة 10.7% تحت سن الثامنة عشر ونسبة 16.9% في الخامسة والستين من العمر وما فوق.

### تعداد عام 2010
بلغ عدد سكان ديكينسون 17,787 نسمة بحسب تعداد عام 2010، وبلغ عدد الأسر 7,521 أسرة وعدد العائلات 4,308 عائلة مقيمة في المدينة. في حين سجلت الكثافة السكانية 483.5 نسمة لكل كيلومتر مربع (1,252.3/ميل2). وبلغ عدد الوحدات السكنية 7,865 وحدة بمتوسط كثافة قدره 213.8 لكل كيلومتر مربع (553.7/ميل2).
وتوزع التركيب العرقي للمدينة بنسبة 94.16% من البيض و1.05% من الأمريكيين الأفارقة و1.22% من الأمريكيين الأصليين و1.47% من الأمريكيين ذوي الأصول الآسيوية و0.05% من سكان جزر المحيط الهادئ و0.56% من الأعراق الأخرى و1.50% من عرقين مختلطين أو أكثر و2.15% من الهسبانيون أو اللاتينيون من أي عرق.
بلغ عدد الأسر 7,521 أسرة كانت نسبة 26.6% منها لديها أطفال تحت سن الثامنة عشر تعيش معهم، وبلغت نسبة الأزواج القاطنين مع بعضهم البعض 45.4% من أصل المجموع الكلي للأسر، ونسبة 8.1% من الأسر كان لديها معيلات من الإناث دون وجود شريك، بينما كانت نسبة 3.9% من الأسر لديها معيلون من الذكور دون وجود شريكة وكانت نسبة 42.7% من غير العائلات. تألفت نسبة 33.6% من أصل جميع الأسر من عدة أفراد يعيشون في نفس المنزل ونسبة 12.8% كانت تتألف من شخص يعيش بمفرده يبلغ من العمر 65 عاماً أو أكثر. وبلغ متوسط حجم الأسرة المعيشية 2.25، أما متوسط حجم العائلات فبلغ 2.89.
بلغ العمر الوسطي للسكان 35.6 عاماً. وكانت نسبة 21% من القاطنين تحت سن الثامنة عشر، وكانت نسبة 14.1% بين الثامنة عشر والرابعة والعشرين عاماً، ونسبة 24.5% كانت واقعةً في الفئة العمرية ما بين الخامسة والعشرين والرابعة والأربعين عاماً، ونسبة 24.3% كانت ما بين الخامسة والأربعين والرابعة والستين، ونسبة 16.1% كانت ضمن فئة الخامسة والستين عاماً فما فوق. وتوزع التركيب الجنسي للسكان بنسبة 49.3% ذكور و50.7% إناث.

## المناخ
يظهر الجدول التالي التغييرات المناخية على مدار السنة لديكينسون:
| البيانات المناخية لـديكينسون         | البيانات المناخية لـديكينسون | البيانات المناخية لـديكينسون | البيانات المناخية لـديكينسون | البيانات المناخية لـديكينسون | البيانات المناخية لـديكينسون | البيانات المناخية لـديكينسون | البيانات المناخية لـديكينسون | البيانات المناخية لـديكينسون | البيانات المناخية لـديكينسون | البيانات المناخية لـديكينسون | البيانات المناخية لـديكينسون | البيانات المناخية لـديكينسون | البيانات المناخية لـديكينسون |
| الشهر                                | يناير                        | فبراير                       | مارس                         | أبريل                        | مايو                         | يونيو                        | يوليو                        | أغسطس                        | سبتمبر                       | أكتوبر                       | نوفمبر                       | ديسمبر                       | المعدل السنوي                |
| ------------------------------------ | ---------------------------- | ---------------------------- | ---------------------------- | ---------------------------- | ---------------------------- | ---------------------------- | ---------------------------- | ---------------------------- | ---------------------------- | ---------------------------- | ---------------------------- | ---------------------------- | ---------------------------- |
| الدرجة القصوى °ف (°م)                | 57.0 (13.9)                  | 66.0 (18.9)                  | 79.0 (26.1)                  | 89.1 (31.7)                  | 93.9 (34.4)                  | 100.0 (37.8)                 | 105.1 (40.6)                 | 108.0 (42.2)                 | 102.0 (38.9)                 | 93.9 (34.4)                  | 70.0 (21.1)                  | 60.1 (15.6)                  | 108.0 (42.2)                 |
| متوسط درجة الحرارة الكبرى °ف (°م)    | 26.4 (−3.1)                  | 30.8 (−0.7)                  | 41.1 (5.1)                   | 55.4 (13.0)                  | 66.1 (18.9)                  | 75.4 (24.1)                  | 83.6 (28.7)                  | 83.2 (28.4)                  | 71.2 (21.8)                  | 56.5 (13.6)                  | 40.0 (4.4)                   | 28.1 (−2.2)                  | 54.8 (12.7)                  |
| المتوسط اليومي °ف (°م)               | 16.3 (−8.7)                  | 20.5 (−6.4)                  | 30.0 (−1.1)                  | 42.3 (5.7)                   | 53.1 (11.7)                  | 62.2 (16.8)                  | 69.2 (20.7)                  | 68.4 (20.2)                  | 57.2 (14.0)                  | 43.8 (6.6)                   | 29.5 (−1.4)                  | 17.9 (−7.8)                  | 42.5 (5.8)                   |
| متوسط درجة الحرارة الصغرى °ف (°م)    | 6.2 (−14.3)                  | 10.1 (−12.2)                 | 18.8 (−7.3)                  | 29.2 (−1.6)                  | 40.1 (4.5)                   | 49.1 (9.5)                   | 54.9 (12.7)                  | 53.6 (12.0)                  | 43.1 (6.2)                   | 31.2 (−0.4)                  | 18.9 (−7.3)                  | 7.7 (−13.5)                  | 30.2 (−1.0)                  |
| أدنى درجة حرارة °ف (°م)              | −36.9 (−38.3)                | −27.0 (−32.8)                | −27.9 (−33.3)                | −4.0 (−20.0)                 | 16.0 (−8.9)                  | 32.0 (0.0)                   | 39.0 (3.9)                   | 32.0 (0.0)                   | 17.1 (−8.3)                  | 3.0 (−16.1)                  | −22.0 (−30.0)                | −27.9 (−33.3)                | −36.9 (−38.3)                |
| الهطول إنش (مم)                      | 0.29 (7.4)                   | 0.33 (8.4)                   | 0.69 (18)                    | 1.47 (37)                    | 2.32 (59)                    | 3.20 (81)                    | 2.44 (62)                    | 1.53 (39)                    | 1.47 (37)                    | 1.23 (31)                    | 0.54 (14)                    | 0.24 (6.1)                   | 15.73 (400)                  |
| متوسط تساقط الثلوج إنش (سم)          | 5.3 (13)                     | 5.2 (13)                     | 5.6 (14)                     | 5.4 (14)                     | 0.5 (1.3)                    | 0 (0)                        | 0 (0)                        | 0 (0)                        | 0.5 (1.3)                    | 1.6 (4.1)                    | 5.5 (14)                     | 4.1 (10)                     | 33.8 (86)                    |
| متوسط أيام هطول الأمطار (≥ 0.01 in)  | 5.2                          | 4.3                          | 6.4                          | 7.8                          | 10.9                         | 12.2                         | 9.5                          | 6.8                          | 6.6                          | 6.2                          | 5.7                          | 4.9                          | 86.5                         |
| متوسط الأيام المثلجة (≥ 0.1 in)      | 5.2                          | 4.8                          | 4.7                          | 2.7                          | .3                           | 0                            | 0                            | 0                            | .2                           | 1.0                          | 4.9                          | 5.1                          | 28.8                         |
| المصدر #1: NOAA                      |                              |                              |                              |                              |                              |                              |                              |                              |                              |                              |                              |                              |                              |
| المصدر #2: Climatebase.ru (extremes) |                              |                              |                              |                              |                              |                              |                              |                              |                              |                              |                              |                              |                              |

## أعلام
- إدوارد دورو
- دوغ بودوان
- بيل سوين
- أوستن دوفولت
- كيلن لوتز
- مزرعة إيلكهورن